# Farní sbor Českobratrské církve evangelické v Přerově
Farní sbor Českobratrské církve evangelické v Přerově je sborem Českobratrské církve evangelické v Přerově. Sbor spadá pod Moravskoslezský seniorát.
Od srpna 2024 sbor administruje Kamil Vystavěl, kurátorkou sboru Eva Jehlářová.
Sbor vydává (zhruba měsíčně) svůj bezplatný občasník zvaný Sborový hlasatel Českobratrské církve evangelické v Přerově.

## Faráři sboru
- Václav Pokorný 1887–1898 (z Brna)
- František Prudký 1898–1920 (z Olomouce)
- Karel Augustin Chval 1921–1923 (z USA)
- Jaroslav Urbánek 1924–1936 z Horních Vilémovic
- Václav Urban 1937–1942 (z Valteřic)
- Vladimír Pokorný 1943–1955 (z Borové u Poličky)
- Mojmír Timoteus Kolman 1955–1968 (z Chodova u Karlových Varů)
- Bernard Martin 1968–1969 (ze Vsetína, poté mu byl odebrán státní souhlas a vystěhovává se do Švýcarska)
- Jan Košťál 1970 (z Nového Města pod Smrkem)
- Jan Vencovský 1971–1976 (z Prahy)
- Květa Hlaváčová 1977 (z Olomouce)
- Jan V. Klas 1978–1989 (z Olomouce)
- Lubomír Červenka 1990–2007 (z Hošťálkové)
- Petr Kulík 2007–2013
- Marek Zikmund 2013–2024

## Historie sboru
V Přerově je doložen sbor Jednoty bratrské.
V 19. století se ve městě začali usazovat němečtí evangelíci
13. 11. 1887 jsou doloženy první reformované bohoslužby (sloužil farář Václav Pokorný z Brna)
1887–1906 Přerov misijní stanicí
1906 samostatnost sboru olomoucko-přerovského
1906–1920 Přerov kazatelskou stanicí olomouckého sboru
9.5.1907 položení základního kamene kostela (realizace stavby dle projektu architekta Otto Cuhlmanna z Charlotenburgu)
25.3.1908 slavnostní otevření a posvěcení kostela
Od 23.4.1920 filiálním sborem
1920 Kazatelská stanice v Hranicích přeřazena od sboru olomouckého k přerovskému. Samostatný sbor v Hranicích vznikl v roce 1946.
1920 Kazatelská stanice v Kroměříži přeřazena od sboru olomouckého k přerovskému. Samostatný sbor vznikl v roce 1953
Od 10. 1. 1922 samostatným sborem
14. 8. 1931 stavba sborového domu zadána firmě Josef Jandásek z Přerova (architektem Otto Cuhlmann)
18. 10. 1931 položen základní kámen fary
25. září 1932 byl slavnostně otevřen sborový dům
1957  likvidace německého evangelického kostela s přilehlým hřbitovem za nádražím (v letech 1887 - 1899 se tam konaly reformované bohoslužby; v letech 1900 - 1908 se konala shromáždění v modlitebně Na Loučkách)
1991–1992 provedena generální oprava střechy a fasády
Po povodni v červenci 1997 byl zničen veškerý interiér. Následovala obnova kostela podle projektu Ing. arch. Josefa Bartáka
31. 10. 1999 slavnostní otevření kostela po povodni, hostem synodní senior Pavel Smetana

## Sborová budova a kostel
Základní kámen byl položen 9. 5. 1907, 25. 3. 1908 byl kostel slavnostně otevřen. Roku 1932 byl dostavěn a slavnostně otevřen sborový dům. Po povodni roku 1997 byl kostel zrekonstruován a nově vymalován.
Kostel je pro veřejnost přístupný z příjezdové cesty z jihovýchodu v ulici Velké Novosady, která kostel obklopuje ze tří stran. Z předsálí se dostaneme vlevo do sborové místnosti, rovně vedou jedny z dvoukřídlých dveří do hlavní lodi kostela, vpravo pak na schodiště do věže a k toaletám.
Hlavní loď, velký sál, je vybaven příjemnými dřevěnými lavicemi s textilním polstrováním. Vepředu je stůl Páně a kazatelna. Na přední stěně je namalován kříž s textem: Ježíš řekl: Já jsem ta cesta, pravda i život.
Z hlavní lodi je přes kuchyňku přístupný malý sál, který se nachází v prostorách vlastního sborového domu. Má vchod z ulice na jihozápadní straně. Jeho přední stranu zdobí nápis Žijte v lásce tak, jako Kristus miloval vás. V sále jsou instalovány židle, které je možno přemístit a vytvořit multifunkční prostor. V sále je dále velký stůl Páně, klavír a elektronické klávesy s ozvučením. K sálu rovněž přísluší toalety, kolem nichž je celý areál průchozí přes dvorek ke sborové místnosti, toaletám a vchodu do hlavního sálu.
Hlavní loď i sál jsou jednotlivě bezbariérově přístupné, nejsou však bezbariérově průchozí. Bezbariérové toalety se nacházejí u sborového sálu (k toaletám u hlavní lodi vedou tři schody bez nájezdu).
V prvním patře se nachází byt kazatele.
Ve věži se nachází pracovna kazatele a (v současnosti nevyužívané) půdní prostory, kde kdysi býval byt kostelníka.

## Pravidelný sborový program
pondělí 14:15 vyučování náboženství pro děti
úterý 15:00 kroužek sester, 17:00 biblická hodina
pátek 14:30 mládež (1× za 14 dní)
neděle 10:00 bohoslužba, během bohoslužeb je zajištěna tzv. nedělní škola pro děti.
1× za měsíc se konají rodinné bohoslužby, které se účastní i děti.